# Lady Vegas : Les Mémoires d'une joueuse
Pour plus de détails, voir Fiche technique et Distribution.
Lady Vegas : Les Mémoires d'une joueuse (Lay the Favorite) est un film américano-britannique réalisé par Stephen Frears et sorti en 2012.

## Synopsis
À Las Vegas, une ancienne strip-teaseuse (Hall) accède rapidement aux  hautes sphères du monde excentrique, fou et drôle des jeux de hasard…  

## Fiche technique
- Titre français : Lady Vegas : Les Mémoires d'une joueuse
- Titre original : Lay the Favorite
- Réalisation : Stephen Frears
- Scénario : D. V. DeVincentis d'après les mémoires Lady Vegas : Les Mémoires d'une joueuse de Beth Raymer
- Direction artistique : Dan Davis
- Décors : Erik Polczwartek
- Costumes : Christopher Peterson
- Photographie : Michael McDkiojg
- Son :
- Montage : Mick Audsley
- Musique : James Seymour Brett
- Production : Anthony Bregman, D. V. DeVincentis, Randall Emmett, George Furla et Paul Trijbits
- Société(s) de production : Emmett/Furla Films, Likely Story, Random House Films et Ruby Films
- Société(s) de distribution : Radius-TWC (États-Unis) ; Wild Bunch Distribution (France)
- Budget : 20 millions de dollarsUS
- Pays d'origine :  États-Unis,  Royaume-Uni
- Langue originale : anglais américain et britannique
- Format : couleur - 35 mm - 2,35:1 - son Dolby numérique
- Genre : Comédie dramatique, romance
- Durée : 94 minutes
- Dates de sortie :
  -  Royaume-Uni : 22 juin 2012
  -  France : 8 août 2012
  -  États-Unis :
    - 21 janvier 2012 (Festival du film de Sundance)
    - 7 décembre 2012

## Distribution
- Rebecca Hall (VF : Anna Sigalevitch) : Beth Raymer
- Bruce Willis (VF : Patrick Poivey) : Dink Heimowitz
- Catherine Zeta-Jones (VF : Catherine Wilkening) : Tulip Heimowitz
- Joshua Jackson (VF : Arnaud Bedouët) : Jeremy
- Vince Vaughn (VF : Xavier Fagnon) : Rosie
- Frank Grillo (VF : Olivier Brun) : Frankie
- Wayne Péré (VF : Emmanuel Quatra) : Scott
- John Carroll Lynch (VF : Bernard Métraux) : Dave Greenberg
- Laura Prepon (VF : Alexandra Ansideï) : Holly
- Corbin Bernsen : Jerry Raymer

Sources et légende : Version française (VF) sur AlterEgo (la société de doublage) et selon le carton du doublage français sur le DVD zone 2.